# كوستوليني
كوستوليني هي قرية تقع في إقليم ياش في رومانيا وبلغ عدد سكانها 4,860 نسمة في عام 2002م.